# 亞洲警察之高壓線
《亞洲警察之高壓線》（英語：Asian Cop - High Voltage），是一部1995年上映的香港警匪電影，並由甄子丹主演及動作指導的電影。

## 故事大綱
一日，在菲律宾的街上，一名非律賓人搶奪一個老年婦人的錢，但隨即被神秘男子狄克（張耀揚飾演）打傷並教訓，他把錢還給那個老年婦人後便離開了。原來，狄克表面為善良男子，實為犯罪集團成員，亦為在菲律賓擁有龐大勢力的黑幫老大卡杜沙的心腹手下。狄克去了一個宴會，和卡先生交談後便聲稱去找朋友而離開了，他亦遇見自己的天敵，香港探員蔣浩華（甄子丹飾演）。狄克因在幾年前殺死蔣浩華的妻子而被其不斷針對。
蔣浩華為打擊狄克而和菲律賓探員艾度合作，並得知證人蘇權被狄克打算計畫殺害，所以派人保護蘇權，但最終仍被狄克派來的殺死。
狄克在菲律賓的勢力越來越龐大，野心亦越大，其早已打算背叛卡杜沙，後亦把其殺死，更把罪名推向蔣浩華...

## 人物角色
| 角色名稱 | 演員          | 配音   | 備註 |
| -------- | ------------- | ------ | --- |
| 蔣浩華   | 甄子丹        | 張炳強 | 香港探員，狄克之天敵，間接害死其母親 因要追捕狄克而到菲律賓和當地探員艾度合作                                                        |
| 狄克     | 張耀揚        | 陳欣   | 犯罪集團成員，蔣浩華的殺妻仇人 因被追捕而跑路往菲律賓，並投靠卡杜沙 後被艾度擊斃                                                     |
| 珍妮     | 李莉莉        | 陸惠玲 | 蘇權之前女友 發現蘇權被殺照片打算交給艾度，但被狄克搶先滅口                                                                          |
| 艾度     | Edu Manzano   | 高翰文 | 菲律賓探員，跟蔣浩華亦敵亦友，最終成為真正好友 狄克之天敵 比利之兄 在狄克欲搶槍殺害蔣浩華時擊斃其                                    |
| 灰熊     | 陳治良        | 陳欣   | 犯罪集團成員，狄克之心腹打手 把潛入卡杜沙公司的蔣浩華帶走給狄克                                                                      |
| 卡杜沙   | Subas Herrero | 周志輝 | 卡先生 犯罪集團首領 狄克之老大，後反目，被其背叛 被狄克設局騙取信任，後被其用高爾夫球棍插死                                          |
| 蘇權     | 霍永富        | 陳永信 | 犯罪集團成員，被狄克追殺 因蔣浩華得知其被追殺而押送其回香港以做指證狄克的污點證人 押送過程再度被狄克追殺，被蔣浩華救走後遭狙擊手射殺 |
| 比利     | Joel Terre    | 羅君左 | 菲律賓探員，蔣浩華之好友 艾度之兄 後被狄克設局炸死                                                                                   |
| 處長     | 黃家達        | 黃志明 | 菲律賓處長，蔣浩華的菲律賓上司，與其不和 艾度之上司                                                                                  |